# Jean-Daniel Magnin
Jean-Daniel Magnin, né à Yverdon-les-Bains le 20 février 1957, est un dramaturge franco-suisse vivant à Paris. Après avoir été secrétaire général puis directeur littéraire du Théâtre du Rond-Point, il se consacre avec Maryam Khakipour aux activités d'une compagnie de théâtre.

## Biographie
Après avoir passé son enfance et fait sa scolarité à Genève, ville où il ouvre, à dix-sept ans, un café d’art, il part à Berlin, puis s’installe à Paris pour étudier la philosophie à l'Université Paris I Panthéon Sorbonne (mémoire de maîtrise sous la direction de Sarah Kofman : Nietzsche et le théâtre de la représentation). Il crée de 1979 à 1984 pendant ses études, des spectacles « hors théâtre » avec le Théâtre Autarcique et la Cie Intérieur Sillem à l'invitation du Festival mondial de théâtre de Nancy ou du Festival d'Avignon[source secondaire souhaitée].
À la fin des années 1980 il fonde Mac Guffin & Scenarii[source secondaire souhaitée], agence de scénaristes, avec Olivier Lorelle et Philippe Adrien, où il travaille en collaboration avec les réalisateurs[source secondaire souhaitée] János Xantus (Hongrie), Peter Popzlatev (Bulgarie), Érick Zonca (France).
Jean-Daniel Magnin a écrit une quinzaine de pièces de théâtre (éditions Actes Sud - Papiers, Théâtrales, Lansman, Crater, Tapuscrit…) jouées au Théâtre du Rond-Point, à la Comédie-Française, dans le In du Festival d'Avignon, au Théâtre de la Bastille, aux opéras de Massy et Lille, à Québec, Genève, Prague, Bucarest ou en Hongrie. Dès 2017 il renoue avec la mise en scène en créant sa pièce Dans un canard au Théâtre du Rond-Point et fonde la compagnie de théâtre O t'aim avec Maryam Khakipour[source secondaire souhaitée].
Pour Philippe Adrien, Jean-Daniel Magnin a adapté Cami drames de la vie courante, puis Les Bacchantes d'Euripide.
En 2000, il est l’un de ceux qui ont rassemblé les auteurs de théâtre pour fonder les écrivains associés du théâtre (EAT), première association de dramaturges en France dont il fut secrétaire général. Avec Jean-Michel Ribes, premier président de cette association, il écrit le projet du nouveau Théâtre du Rond-Point, un théâtre consacré aux auteurs vivants . Secrétaire général de ce théâtre de 2002 à 2011, il en est ensuite le directeur littéraire jusqu'en 2022, rédacteur en chef de la revue Ventscontraires.net et programmateur du festival Nos disques sont rayés[source secondaire souhaitée].
Depuis des années, il anime des ateliers d'écriture auprès d'acteurs, de scénaristes, d'écrivains de théâtre, d'adolescents, d'élèves allophones, en prison ou - avec le plasticien allemand Jochen Gerz auprès de sans domiciles fixes, en France ou à l'étranger et anime un atelier théâtre à SciencesPo Paris[source secondaire souhaitée].

## Théâtre

### Écriture et mise en scène
- 1979 : Ces gens qui habitent les maisons de verre, avec le collectif Théâtre Autarcique, Festival Mondial du Théâtre de Nancy
- 1980 : Ces gens qui habitent les maisons de verre 2, avec le collectif Théâtre Autarcique, Festival Perspectives de Sarrebruck, Festival de Polverigi
- 1981 : Esanetor, mise en scène avec Emmanuel Ostrovski, Compagnie Intérieur Sillem, Théâtre Les Ateliers Lyon, Festival Perspectives de Sarrebruck
- 1982 : Une soirée chez Pierre Derle, mise en scène avec Emmanuel Ostrovski, Théâtre de la Bastille
- 1984 : La 11e heure, mise en scène avec Emmanuel Ostrovski, Compagnie Intérieur Sillem, Hospice Saint-Louis, Festival d'Avignon
- 1992 : Le Roman de la Grosse (in Confessions érotiques éditions Crater), écrit et mis en scène avec Manuela Morgaine, Théâtre en Actes
- 1993 : L'Homme qui était mort, d'après D.H. Lawrence, avec Alain Rigout, Filature de Mulhouse, Théâtre de la Bastille
- 1995 : Transinfo, performance avec le musicien Mauro Coceano, Théâtre du Chaudron
- 1999 : Le Poisson turc (éditions Crater), pièce courte écrite et mise en scène avec Philippe Adrien, Rencontres à la Cartoucherie, Théâtre de la Tempête
- 2011 : Cabaret Blah Blah, spectacle musical coécrit avec Mauro Coceano, l'orchestre Gangbé Brass Band et une quinzaine de musiciens et comédiens béninois, CCF de Cotonou
- 2013 : Loin du bal, mise en lecture de la pièce de Valérie Poirier, avec Catherine Samie, Judith Magre, Pierre Vial... Mardis midi du Théâtre du Rond-Point, en partenariat avec la Société Suisse des Auteurs
- 2014 : Dans un canard, écrit et mis en lecture, Piste d'envol du Théâtre du Rond-Point, puis en 2015 au Festival Nava
- 2017 : Dans un canard, écrit et mis en scène Théâtre du Crochetan, Théâtre du Rond-Point, Théâtre des Halles
- 2017 : Embrasse-moi sur ta tombe, écrit d'après le scénario de Maryam Khakipour, mis en lecture par les auteurs, Festival Nava et Piste d'envol du Théâtre du Rond-Point
- 2020 : Embrasse-moi sur ta tombe, mise en scène Maryam Khakipour & Jean-Daniel Magnin au Théâtre du Crochetan (CH), au Théâtre du Passage (CH) et reprogrammation à la Maison Nevers et au Théâtre du Rond-Point en janvier-février 2022
- 2021 : Fast Romance, mise en lecture avec Maryam Khakipour au Théâtre du Rond-Point en décembre
- 2024 : Fast Romance, création, mise en scène Maryam Khakipour & Jean-Daniel Magnin  Au Palace, festival d'Avignon off

### Adaptations
- 1988 : Cami, drames de la vie courante (éditions Gallimard Folio), d'après l'œuvre de Pierre Henri Cami, avec Patrice Thoméré, mise en scène de Philippe Adrien, Théâtre de la Tempête
- 1991 : Les Bacchantes (éditions Actes Sud - Papiers), d'Euripide, traduction et adaptation en collaboration avec l'helléniste Bertrand Chauvet, mise en scène Philippe Adrien, Hippodrome de  Douai, Théâtre Daniel Sorano de Toulouse, Théâtre Gérard Philipe Saint-Denis
- 1996 : Kalamarapaxa, d’après Stanisław Ignacy Witkiewicz, mise en scène Philippe Adrien, Théâtre du Conservatoire national supérieur d'art dramatique
- 1997 : Les Nomades rageurs, chansons pour le spectacle inaugural du Cabaret Sauvage, mise en scène Michel Herrmann et Dominique Bourquin, musique de Jean-Jacques Lemêtre
- 2005 : Saadi, agence de gaieté (pièce traditionnelle iranienne dans la retranscription de Hassan Azimi, traduit de l'iranien avec Maryam Khakipour pour son spectacle au Théâtre du Soleil, avec l'aide de la Maison Antoine Vitez

### Pièces
- 1986 : D'où viennent les catules (revue T.X.T. 21), mise en scène Emmanuel Ostrovski, Centre culturel suisse de Paris
- 1991 : L'Éloge de la chose, tragédie tyrolienne mise en scène Norma Guevara, Théâtre de la Renaissance
- 1992 : Le Roman de la Grosse (in Confessions érotiques éditions Crater), écrit et mis en scène avec Manuela Morgaine, Théâtre en Actes
- 1992 : Yout, inspiré du Livre de Job, mise en scène Norma Guevara, Centre culturel suisse de Paris
- 1993 : La Tranche, ou le retour de l'enfant prodigue, (éditions Actes Sud - Papiers), mise en scène Philippe Adrien, Théâtre Ouvert, Festival d'Avignon, Théâtre de la Bastille [3]
- 1993 : Húsdarab - avagy a tékozló fiú visszatérése (édition Sinhaz, Budapest), traduction hongroise de La Tranche et mise en scène János Xantus, théâtre National de Pécs, Hongrie
- 1993 : Le Blé cornu (éditions Lansman/Beaumarchais), lecture au Théâtre des Halles sous la direction de Jean-Marie Galey, Festival d'Avignon
- 1997 : Kuss mit Liebe, d’après une idée de János Xantus pour le spectacle “Plan Séquence Danse”, mise en scène János Xantus, Petöfi Csarnok Budapest
- 1998 : L’Homme sabot, pièce courte mise en scène René Paréja, Famille Magnifique
- 1999 : L'Ami de grand chemin, mise en scène de Gérard Lorcy, Prison de la Santé
- 2000 : www.golgotha.com, mise en scène Philippe Adrien, Théâtre du Conservatoire national supérieur d'art dramatique
- 2002 : Opéra Savon (éditions Tapuscrit puis éditions Actes Sud - Papiers), farce à thèse mise en scène Sandrine Anglade, Comédie-Française Théâtre du Vieux-Colombier
- 2002 : Leviathan Coccyx, mise en scène Philippe Morand, Théâtre Blanc Québec (ville), Théâtre le Poche Genève
- 2002 : Soirée électorale (in La Plus Grande Grande Pièce du monde, éditions de l'Amandier), pièce courte présentée lors du marathon du 22 septembre pour marquer l'ouverture du nouveau Théâtre du Rond-Point
- 2002 : Madame Alice / Donkey Shot (pièces courtes in Contes de l'Errance, éditions Lansman), mise en scène René Paréja, Famille Magnifique
- 2004 : La Véridique Histoire d'Ulysse au long nez / Le Miracle de Saint-Diesel, patron des autoroutes (pièces courtes in Contes de l'Errance 2, éditions Lansman), mise en scène René Paréja, Famille Magnifique
- 2004 : Le Monde plat (éditions Théâtrales), librement inspirée du Monte-plats d'Harold Pinter. Lecture par François Morel, Texte Nu SACD Festival d'Avignon - Théâtre du Rond-Point
- 2005 : Vu dans un yaourt (pièce courte in La Baignoire et les deux chaises éditions de l'Amandier), mise en scène Gilles Cohen, Théâtre du Rond-Point
- 2006 : Leviathan Coccyx (éditions Actes Sud - Papiers), mise en scène Agathe Alexis, Théâtre du Rond-Point
- 2006 : Le Petit Roi du temple (éditions Actes Sud Junior, les musiques enchantées), nouveau livret pour Bastien Bastienne de Mozart, mise en scène Sandrine Anglade, Maîtrise des Hauts-de-Seine, Opéra de Massy et Opéra de Lille[4]
- 2007 : La Première Edition du festival du B.R.E.F. / L'Espérance est une jeune fille qui vous glisse entre les doigts, pièces courtes, mise en scène René Paréja, Famille Magnifique
- 2007 : La Tranche, version solo par Isabelle Wéry, Théâtre de la Vie Bruxelles, Prix du théâtre section "seul en scène"
- 2008 : Le Chapeau (pièce courte in Le Bocal de Printemps n°13 édition Revue de la Gare), mise en scène Dmytro Bogomazov (Ukraine), Bocal de Printemps, Gare au Théâtre
- 2009 : Felia, sau Intoarcerea Fiului Risipitor, traduction roumaine de La Tranche par Paola Fauci Benz, mise en scène Cristian Ioan, Théâtre Elvira Godeanu de Târgu Jiu
- 2010 : Leviathan Kostrič (éditions Svět a divadlo, Prague), traduction tchèque de Léviathan Coccyx par Jan Tošovský et Lucie Málková, mise en scène Lucie Málková, Studio Saint Germain klubu Rock Café, Prague [5],[6]
- 2011 : Le Pain Maudit, lecture par les élèves de l'EPSAD (Théâtre du Nord) aux Mardis midi du Théâtre du Rond-Point
- 2012 : Le Client roi, pièce courte, Gare aux amateurs - Théâtre du Rond-Point
- 2013 : Dans un canard (éditions Actes Sud - Papiers), mise en scène Jean-Daniel Magnin, théâtres du Crochetan, du Rond-Point et des Halles, mises en espace au Théâtre du Rond-Point et au festival Nava
- 2016 : Embrasse-moi sur ta tombe, pièce inédite inspirée du scénario de Maryam Khakipour
- 2019 : Insiders, lecture en roumain au Festival International de Sibiu
- 2020 : Fast Romance, pièce pour 4 acteurs

## Publications
Théâtre
- La Tranche, ou le retour de l'enfant prodigue, (éditions Actes Sud - Papiers), Prix de l'Inédit Théâtral d'Alfortville 1991
- Le Blé cornu (éditions Lansman/Beaumarchais)
- Les Bacchantes (éditions Actes Sud - Papiers, puis publie.net et publie.papier), d'après Euripide, traduction et adaptation en collaboration avec l'helléniste Bertrand Chauvet
- Opéra Savon (éditions Actes Sud - Papiers)
- Le Monde plat (éditions Théâtrales)
- Leviathan Coccyx (éditions Actes Sud - Papiers)
- Dans un canard (éditions Actes Sud - Papiers)
- Embrasse-moi sur ta tombe (éditions LEA)

Pièces courtes
- Le Poisson turc (in Rencontres à la Cartoucherie, éditions Crater), avec Philippe Adrien
- Le Roman de la Grosse (in Confessions érotiques éditions Crater)
- Contes de l'Errance, avec Gilles Boulan et Paul Emond (éditions Lansman)
- Contes de l'Errance 2, avec Gilles Boulan et Paul Emond (éditions Lansman)
- Soirée électorale (in La Plus Grande Grande Pièce du monde, 143 écrivains de théâtre rassemblés face à l'extrémisme, éditions de l'Amandier)
- La Baignoire et les deux chaises avec 14 autres auteurs (éditions de l'Amandier)
- Le Chapeau (in Le Bocal de Printemps n°13 édition Revue de la Gare)
- Le Client roi (in L'État du lit, éditions L'Avant-scène théâtre, quatre-vents)

Jeunesse
- Le Petit Roi du temple, variations sur Bastien Bastienne (éditions Actes Sud Junior, les musiques enchantées, livre musical, orchestre et chanteurs de la Maîtrise des Hauts-de-Seine direction Gaël Darchen, illustrations Hanno Baumfelder, récitant François Morel)

Roman
- Le Jeu continue après ta mort (les carnets secrets de Thout' Nielsporte, prince des jeux en ligne - anticipation, édition numérique publie.net, fondée par François Bon[7] - format livre aux éditions publie.papier) [8]